# Thomas Mayer (Volkswirt)
Thomas Mayer (* 3. Januar 1954 in Backnang) ist ein deutscher Volkswirt. Er leitet die Denkfabrik Flossbach von Storch Research Institute der Vermögensverwaltung Flossbach von Storch. Von 2010 bis 2012 war er Chefvolkswirt der Deutschen Bank.

## Lebenslauf
Mayer forschte für seine Dissertation von 1978 bis 1982 am Institut für Weltwirtschaft in Kiel. 1982 wurde er an der Christian-Albrechts-Universität zu Kiel promoviert.
Von 1983 bis 1990 war er in verschiedenen Funktionen beim Internationalen Währungsfonds in Washington tätig. Danach wechselte er in die Privatwirtschaft. Von 1990 bis 1991 war er für Salomon Brothers tätig, zwischen 1991 und 2002 für die Investmentbank Goldman Sachs in London. 2002 bestand er die Prüfung zum Chartered Financial Analyst. Von 2002 bis 2009 war er „Chief European Economist und Co-Head of Global Economics“ der Deutschen Bank in London.
Als Nachfolger des in den Ruhestand getretenen Norbert Walter wurde Mayer 2010 Chefvolkswirt der Deutsche-Bank-Gruppe und Leiter von Deutsche Bank Research. Im Zuge des Wechsels im Vorstandsvorsitz von Josef Ackermann zu Anshu Jain und Jürgen Fitschen verließ Mayer seinen Posten Ende Mai 2012. Sein Nachfolger wurde David Folkerts-Landau. Nach seinem Ausscheiden bei der Deutschen Bank wurde Mayer Gründungsdirektor der Denkfabrik Flossbach von Storch Research Institute der Vermögensverwaltung Flossbach von Storch in Köln.
Mayer veröffentlicht in zahlreichen Medien Artikel und gibt Interviews zu unterschiedlichen Wirtschaftsthemen. Beispielsweise veröffentlichte er bis Ende 2019 eine Reihe unter der Überschrift „Mayers Weltwirtschaft“ in der Frankfurter Allgemeinen Zeitung. Laut Eigenbeschreibung der Zeitung sind seine Texte dort nicht rein analytisch, der Autor geize nicht mit Vorschlägen für die Wirtschaftsordnung, dabei seien seine Ideen „wenn es sein muss [...] nicht nur radikal, sondern auch häretisch“.
Mayer gründete gemeinsam mit dem Bundestagsabgeordneten der FDP Frank Schäffler die Denkfabrik Prometheus – Das Freiheitsinstitut und wurde dessen Kuratoriumsvorsitzender. Er ist Jurymitglied des Ludwig-Erhard-Preises für Wirtschaftspublizistik der Ludwig-Erhard-Stiftung.
2015 ernannte die nicht-staatliche Universität Witten/Herdecke Mayer zum Honorarprofessor.

## Positionen und Rezeption

### Geldsystem
Mayer beschäftigt sich in mehreren seiner Bücher mit Geldtheorien und der Frage, wie ein krisenfestes Geldsystem zu gestalten sei. Ein Bezugspunkt ist für ihn die Finanz- und Eurokrise. Er ist dabei ein Anhänger der Österreichischen Schule der Nationalökonomie. Mayer schlägt vor, den Banken und Staaten die Möglichkeit zur Schöpfung neuen Geldes zu nehmen. Die Vertreter der Österreichischen Schule gelten als „konservativ, marktgläubig und staatskritisch“. Mayer hat auf dieser Grundlage, laut einem Artikel im Handelsblatt, ein „Faible für private Kryptowährungen wie Bitcoin.“ Den Postkeynesianismus und die Modern Monetary Theory  lehnt Mayer als ökonomische Geldtheorien ab.
Im Nachgang der Weltfinanzkrise 2007–2008 überraschte Mayer laut einem Bericht der FAZ seinen Arbeitgeber, die Deutsche Bank, mit seinen Prognosen und Einschätzungen. Mayer habe vor einem deutlichen Anstieg der Inflationsraten in den Folgejahren aufgrund der expansiven Geldpolitik in Amerika und Europa gewarnt. Die Finanzkrise sah er „keineswegs als überwunden“ an. Anfang des Jahres 2012 trat er mit einer Warnung an die Öffentlichkeit: „Falls das Vertrauen nicht zurückkehrt, könnte die nächste Stufe eine Krise des gesamten Geldsystems sein.“ Die mögliche Folge sei dann eine Hyperinflation.
Mayer kritisiert die europäische Einheitswährung. Im Mai 2018 initiierte er mit Dirk Meyer, Gunther Schnabl und Roland Vaubel den Aufruf Der Euro darf nicht in die Haftungsunion führen!. Dieser wurde von über hundert Ökonomen unterstützt, aber auch unter anderem von Marcel Fratzscher und Jan Pieter Krahnen mit einem Widerspruch beantwortet.
Im April 2019 veröffentlichte er eine Kolumne, in der er vor einer „Japanisierung Europas“ warnte: die EU würde ähnlich wie Japan seit vielen Jahren in einem Teufelskreis aus niedrigem Wachstum, noch niedrigeren Zinsen und niedriger Inflation gefangen sein. Die westlichen Industrieländer hätten durch einen Immobilienboom zwischen 2003 und 2007 und die Finanzkrise 2007/2008 die japanische Entwicklung nachgeholt.

### Klimawandel
Das Jahrbuch zur Liberalismus-Forschung der Friedrich-Naumann-Stiftung für die Freiheit veröffentlichte 2020 eine kritische Rezension über Mayers Buch Die Ordnung der Freiheit und ihre Feinde, welche insbesondere die Auswahl der Quellen kritisch beleuchtet: Der Autor zitiere „erschreckend häufig“ das Online-Magazin Tichys Einblick, sogar an einer Stelle ein „Instagram-Model und Quotenfrau der Neuen Rechten“ und häufig auch das sogenannte Europäische Institut für Klima und Energie (EIKE). EIKE lehnt den wissenschaftlichen Konsens zum Klimawandel ab und wird von „Stimmen aus Wissenschaft und Presse“ „als Zentrum der politisch aktiven und organisierten Klimaleugnerszene in Deutschland beschrieben“.
Den Klimawandel bezeichnete Mayer in einem Beitrag für Die Welt im Jahr 2020 als „möglicherweise von menschlichen Aktivitäten verursacht“. Wir seien bereit für dessen Bekämpfung „Unsummen auszugeben, um eine mögliche Bedrohung unserer Lebensumstände in der fernen Zukunft“ abzuwehren. Gemäß Mayer hätten Klimatologen den „aller Wissenschaft notwendigerweise innewohnende Zweifel längst hinter sich gelassen“ und seien „zu Aktivisten im Wissenschaftspelz geworden“. Das Ergebnis sei eine „Schweigespirale“. Mayer fragt, ob „andere Einflüsse als die menschliche Produktion von CO2 dominieren“ könnten?

### Politik gegenüber Russland
Der Slawist Ulrich Schmid rezensierte Mayers 2023 erschienenes Buch Russlands Werk und Deutschlands Beitrag in einem Artikel in der Frankfurter Allgemeinen Zeitung. Mayer betreibe mit drastischer Wortwahl ein Bashing Angela Merkels, während er Gerhard Schröder nicht sehr hart angehe. Mayer empfehle für Deutschland „jene selbstherrliche und abgehobene Regierungspolitik, die er zu Recht in Russland kritisiert“. Mayers Vorgehen habe das klare Ziel, seine politischen Präferenzen zu präsentieren, wozu Kritik gehöre am Ausbau des Sozialstaates, der expansiven Geldpolitik, der Übernahme von Haftungsrisiken in der EU, am Sparen bei der Verteidigung, der Energiewende und der Öffnung des Landes für Flüchtlinge.

## Bücher
- Europas unvollendete Währung: Wie geht es weiter mit dem Euro? Wiley, Weinheim 2013, ISBN 978-3-527-50723-8.
- Die neue Ordnung des Geldes – Warum wir eine Geldreform brauchen. FinanzBuch Verlag, München 2014, ISBN 978-3-89879-840-2.
- Die neue Kunst, Geld anzulegen: Mit Austrian Finance zu einem besseren Portfoliomanagement. FinanzBuch Verlag, München 2016, ISBN 978-3-89879-986-7.
- Die Ordnung der Freiheit und ihre Feinde: Vom Aufstand der Verlassenen gegen die Herrschaft der Eliten. FinanzBuch Verlag, München 2018, ISBN 978-3-95972-127-1.
- Die Vermessung des Unbekannten: Ein Essay über Geld und Gesellschaft in Zeiten radikaler Unsicherheit. FinanzBuch Verlag, München 2021, ISBN 978-3-95972-483-8.
- Das Inflationsgespenst. Ecowing Verlag, Elsbethen 2022, ISBN 978-3-7110-0305-8
- Russlands Werk und Deutschlands Beitrag: Wie Putins und Merkels Politik uns zum Verhängnis wurden. Ecowing Verlag, 2023, ISBN 978-3-7110-5344-2 (Vorschau bei Google Books).